# ۱۴ اردیبهشت
۱۴ اردیبهشت چهل و پنجمین روز سال در گاه‌شماری خورشیدی است. به پایان سال ۳۲۰ روز (۳۲۱ روز در سال کبیسه) باقی‌است.

## رویدادها
- ۱۳۰۴ - تأسیس بانک سپه، اولین بانک ایرانی[۱]
- ۱۳۳۱ - روزنامه‌های تهران به استثنای جراید محافظه‌کار از جمله «اطلاعات» به نام دفاع از میهن، جنگ با «نیویورک تایمز» را که دو روز پیش از آن در مقاله‌ای «ملی شدن نفت ایران» را اشتباه ایرانیان خوانده بود، آغاز کرده و ضمن حملات متقابل، به تاریخچه و مدیریت این روزنامه و… پرداختند
- ۱۳۸۱ - حادثه پارک شهر تهران

## مناسبت‌ها
- روز ملی استعدادهای درخشان (سمپاد)[۲]

## زادروزها
- ۱۳۰۰ – صفر قهرمانیان، افسر فرقه دموکرات آذربایجان (درگذشت ۱۳۸۱)
- ۱۳۴۱ - پیروز پاینده‌آزاد، خواننده، ترانه‌سرا و آهنگساز
- ۱۳۶۱ - ارشا اقدسی، بدلکار
- ۱۳۷۲ - حسن تفتیان، ورزشکار دو سرعت

## درگذشت‌ها
- ۱۳۸۵ - حسین کسبیان، بازیگر (زاده ۱۳۱۲)
- ۱۳۸۷ - اسماعیل داورفر، بازیگر (زاده ۱۳۱۱)
- ۱۳۹۷ - ناصر چشم‌آذر، موسیقی‌دان و آهنگساز و نوازنده
- ۱۴۰۰ - علی فاضلی منفرد، شهروند همجنس‌گرایی ایرانی
- ۱۴۰۰ - قاسم آهنین‌جان، شاعر، نویسنده و منتقد ادبی